# Zhangguan, Sichuan
Zhangguan (kinesiska: 彰冠) är en köping i Kina. Den ligger i provinsen Sichuan, i den sydvästra delen av landet, omkring 490 kilometer söder om provinshuvudstaden Chengdu. Antalet invånare är 14 756. Befolkningen består av 7 103 kvinnor och 7 653 män. Barn under 15 år utgör 18,0 %, vuxna 15-64 år 71 %, och äldre över 65 år 9,0 %.
Genomsnittlig årsnederbörd är 1 003 millimeter. Den regnigaste månaden är juli, med i genomsnitt 267 mm nederbörd, och den torraste är januari, med 4 mm nederbörd.
I december 2019 inkorporerades Fule och Aimin. Uppgifterna ovan om befolkning avser läget innan denna inkorporering.